# The Seldom Seen Kid
The Seldom Seen Kid – czwarty album studyjny rockowego zespołu Elbow, wydany w 2008 r. przez Fiction Records. Album zadebiutował na piątym miejscu na liście UK Albums Chart oraz zdobył nagrodę Mercury Prize w 2008 r.

## Produkcja
Album został nagrany w studiu Blueprint Studios w Manchesterze i jest to pierwszy album całkowicie wyprodukowany, zmiksowany i nagrany przez członków zespołu. Znaczna większość materiału została napisana przez zespół z wyjątkiem tylko utworu "The Fix", którego współtwórcą i współwykonawcą jest Richard Hawley.

## Tytuł płyty
Nazwa albumu pochodzi od bohatera jednej z opowieści amerykańskiego pisarza Damona Runyona o życiu gangsterskim w Nowym Jorku lat 20. XX wieku. Oprócz tego, że tytuł pojawia się w tekście piosenki "Grounds for Divorce", The Seldom Seen Kid (pol. "Rzadko widywany dzieciak") jest także ksywką, jaką ojciec Guya Garveya nadał zmarłemu przyjacielowi grupy, Bryanowi Glancy'emu.
Bryan Glancy był to manchesterski muzyk (gitarzysta, wokalista, autor piosenek), dobrze znany w tamtejszym środowisku muzycznym. W latach 80. i 90. zajmował się buskingiem na ulicach Manchesteru. W latach 90. wraz z przyszłym wokalistą I Am Kloot, Johnem Bramwellem, współtworzył grupę The Mouth. Przez rok do tego zespołu należeli również pozostali przyszli członkowie grupy I Am Kloot, tzn. Andy Hargreaves i Peter Jobson. Bryan Glancy współpracował również z Markiem Burgessem (The Chameleons). Przyjaźnił się z Davidem Grayem. Urodzony w kwietniu 1966, popełnił samobójstwo w styczniu 2006 (w wieku 39 lat). Ostatni utwór na płycie The Seldom Seen Kid – "Friend of Ours" (pol. "Nasz Przyjaciel") jest zadedykowany jego pamięci. Grupa Elbow zadedykowała Glancy'emu również nagrodę Mercury Prize, otrzymaną za tę płytę.

## Wydanie
Album zadebiutował na piątym miejscu na liście UK Albums Chart, co jest najlepszym wynikiem w karierze Elbow. W Wielkiej Brytanii został wydany w trzech wersjach: zwykłej płyty CD w podwójnym pudełku, wersji digipack CD (obie z bonusowym utworem "We're Away") oraz w wersji winylowej.
Utwór "Grounds for Divorce" został wykorzystany w reklamie gry komputerowej Left 4 Dead oraz w zwiastunie filmu Tajne przez poufne. Ponadto urywki utworu znalazły się w programie Top Gear, a także w zwiastunie szóstego sezonu serialu Dr House, w serialu Wołanie o pomoc oraz na ścieżce dźwiękowej gry Colin McRae: DiRT 2.
Utwór "Mirrorball" w nowej aranżacji pojawił się na ósmym studyjnym albumie Petera Gabriela Scratch My Back (2010).
Wersja instrumentalna utworu "One Day Like This" została wykorzystana przez BBC w programie poświęconym Igrzyskom w Pekinie. Wykorzystano go także w reklamie filmu Solista (reż. Joe Wright), w jednym z odcinków serialu Waterloo Road oraz na charytatywnym singlu The Official BBC Children in Need Medley.
17 stycznia 2009 r., w studiu Abbey Road Studios w Londynie zespół zagrał materiał z tego albumu na żywo przy akompaniamencie BBC Concert Orchestra (dyrygowanej przez Mike'a Dixona) i londyńskiego chóru Chantage. Stacja BBC Radio 2 puściła cały występ na swojej antenie 31 stycznia, a film nagrany podczas wykonania został udostępniony przez BBC w ramach telewizji interaktywnej.

## Lista utworów
Autorem tekstów jest Guy Garvey (wyjątki podane w nawiasach).
1. "Starlings" – 5:05
2. "The Bones of You" (zawiera elementy arii "Summertime", autorami której są: George Gershwin, Dubose Heyward, Dorothy Heyward i Ira Gershwin) – 4:49
3. "Mirrorball" – 5:50
4. "Grounds for Divorce" – 3:39
5. "An Audience with the Pope" – 4:27
6. "Weather to Fly" – 4:29
7. "The Loneliness of a Tower Crane Driver" – 5:14
8. "The Fix" (Elbow i Richard Hawley) – 4:27
9. "Some Riot" – 5:23
10. "One Day Like This" – 6:34
11. "Friend of Ours" – 4:38
12. "We're Away" (Bonus na wersji brytyjskiej) – 1:59

## Personel

### Elbow
- Guy Garvey,
- Mark Potter,
- Craig Potter,
- Pete Turner,
- Richard Jupp.

### Gościnnie
- Richard Hawley – śpiew, gitara
- Ian Burdge – wiolonczela, śpiew
- Prabjote Osahn – skrzypce, śpiew
- Stella Page – skrzypce, altówka, śpiew
- Ben Parsons – kornet
- Nick Smart – kornet, skrzydłówka
- Matt Ball – puzon
- Sheona White – róg
- Tim Barber – trąbka
- Elbow Choir – śpiew
- Angela Thwaite – śpiew
- Louise Turner – śpiew

## The Seldom Seen Kid Live at Abbey Road
Zespół wydał także specjalną limitowaną edycję CD/DVD występu z 2009 r. w studiu Abbey Road Studios, zatytułowaną The Seldom Seen Kid Live at Abbey Road. Płyta ukazała się 30 marca 2009 r.

### Lista utworów
1. "Starlings" – 6:30
2. "The Bones of You" – 5:12
3. "Mirrorball" – 5:53
4. "Grounds for Divorce" – 4:00
5. "An Audience with the Pope" – 4:25
6. "Weather to Fly" – 5:04
7. "The Loneliness of a Tower Crane Driver" – 5:26
8. "The Fix" (feat. Richard Hawley) – 4:59
9. "Some Riot" – 5:58
10. "One Day Like This" – 6:38
11. "Friend of Ours" – 5:01